# Малые ракетные корабли проекта 22800
Малые ракетные корабли проекта 22800 «Каракурт» — серия российских многоцелевых малых ракетно-артиллерийских кораблей (МРК) 3-го ранга с управляемым ракетным вооружением ближней морской зоны ВМФ России, по другой классификации это малые корветы. Планируется, что корабли этого проекта, приспособленные для действий в открытом море, станут дополнением ракетных кораблей проекта 21631 «Буян-М», предназначенных для мелководных морей и больших рек (класса «река-море»).
На декабрь 2024 года — запланировано строительство 18 кораблей, построено 13 (5 в составе флота), 2 строятся, 1 потоплен, 2 отменено.

## История проектирования
Проект разработан ЦМКБ «Алмаз» (Санкт-Петербург) для ВМФ России на основе другого проекта 1990-х годов этого же КБ, 500-тонного ракетно-артиллерийского катера проекта 12300 «Скорпион» (первый и единственный катер проекта 12300 был заложен 5 июня 2001 года на рыбинском заводе «Вымпел», достроен не был). Также на «Каракурт» оказал существенное влияние производимый серийно малый ракетный корабль проекта 21631 «Буян-М» разработки Зеленодольского проектно-конструкторского бюро, который был спроектирован для эксплуатации на Каспийском море и на реках, в силу чего отличался малой осадкой (2,6 м — против 4,0 м у кораблей проекта 22800). Практика показала, что корветы УРО типа «Буян-М» в условиях открытых морских театров чувствуют себя неуютно; соответственно, «Каракурт» может считаться более мореходным дополнением кораблей проекта 21631.

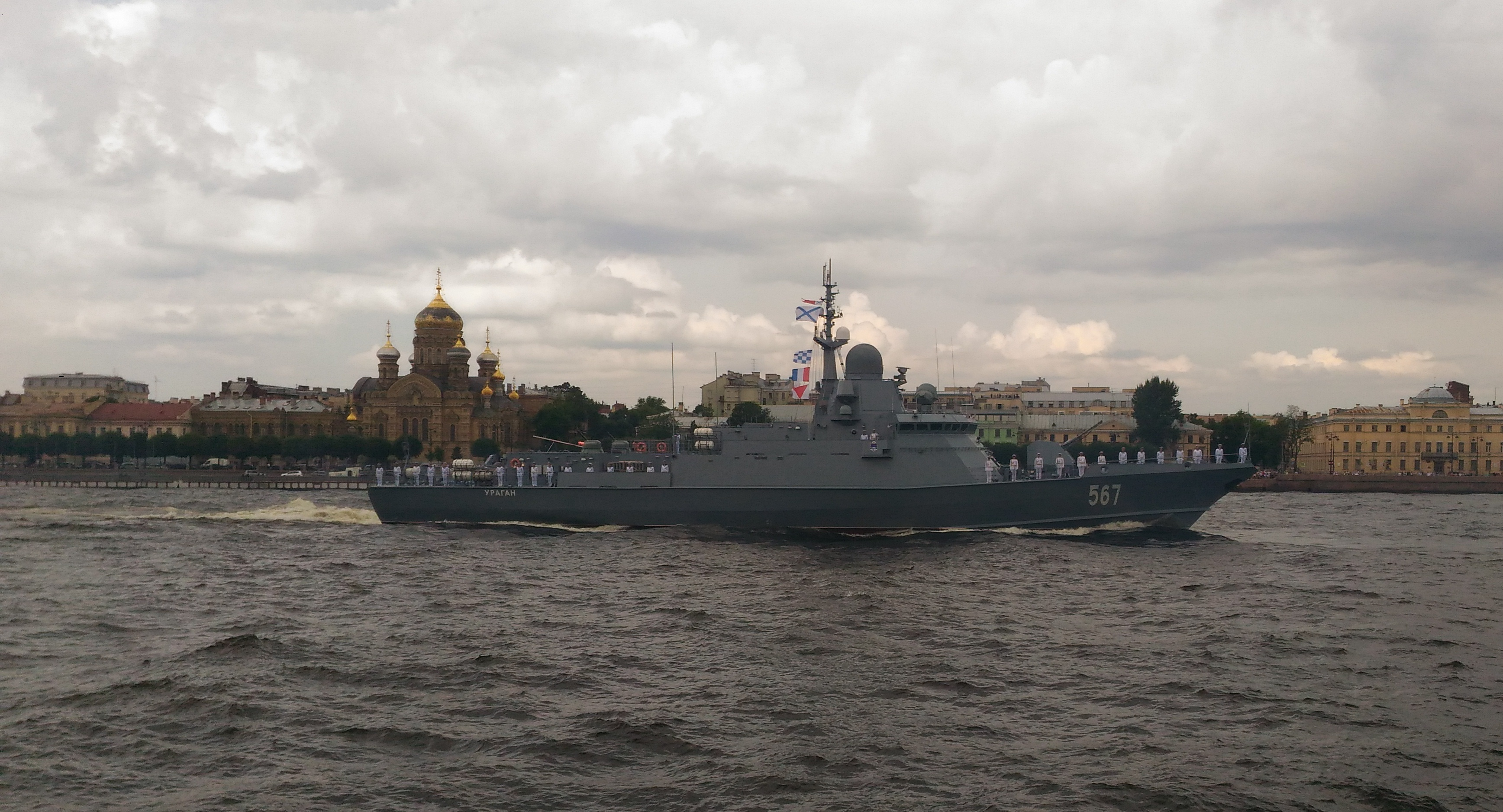
МРК «Ураган» («Мытищи»)
на параде в Санкт-Петербурге

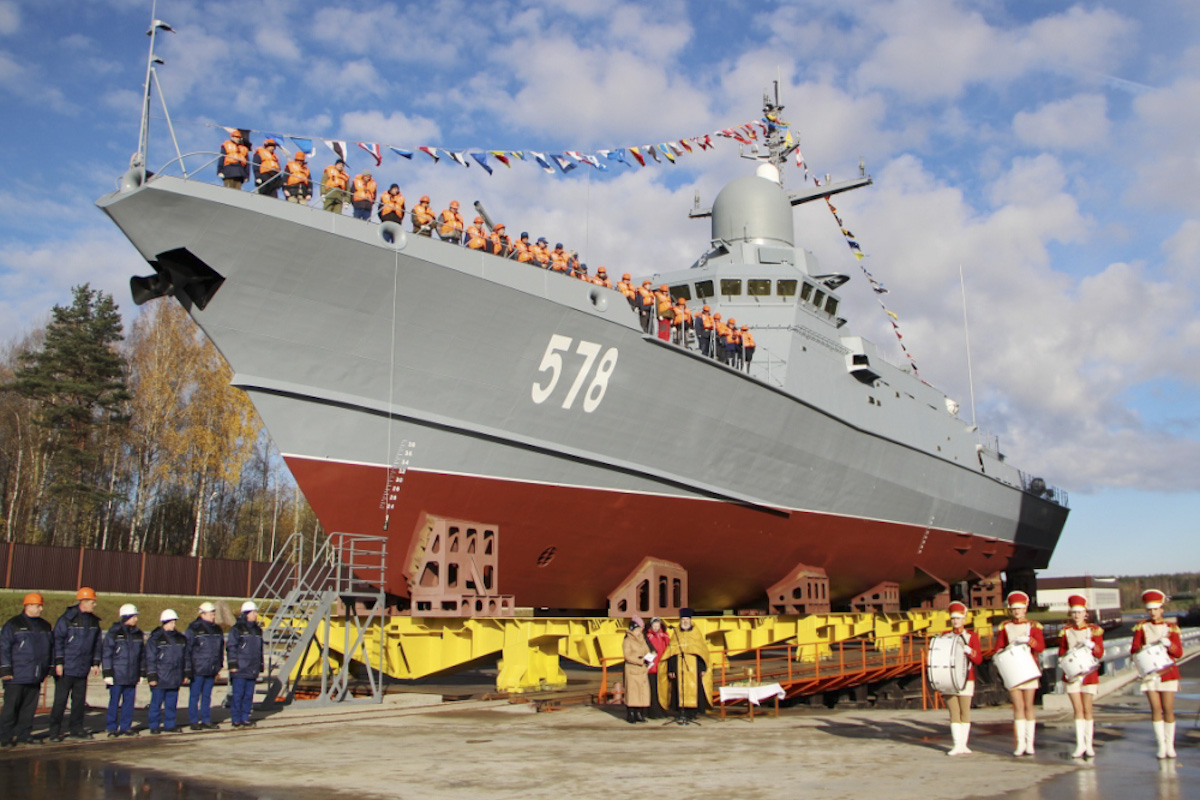
Спуск на воду МРК «Буря», 2018 год

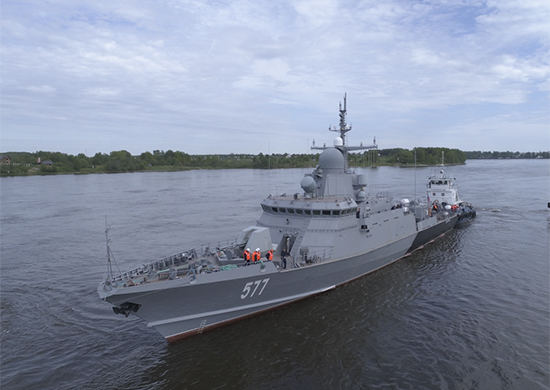
МРК «Советск» проходит заводские ходовые испытания, 2019 год

Облик корабля был впервые представлен на международном военно-техническом форуме «Армия-2015» на стенде АО «ЦМКБ „Алмаз“».
Представители Министерства обороны также заявляют «Каракурт» как более дешёвую замену фрегатам проекта 11356Р «Буревестник», сроки строительства которых затягиваются в связи с прекращением поставок двигателей с Украины.
Серия корветов проекта 22800 будет строиться с учётом политики импортозамещения; двигатели для них планируется производить на петербургском заводе «Звезда», что позволит избежать задержки в обновлении корабельного состава ВМФ России. Всего для ВМФ России запланировано к постройке более 18 кораблей этого проекта; первые семь законтрактованы для постройки на петербургском судостроительном заводе «Пелла».
Ориентировочная стоимость одного малого ракетного корабля проекта 22800 составляет 2 млрд рублей в ценах 2017 года.

## Конструкция
Корабль оснащён интегрированной мачтой с размещёнными на ней двумя неподвижными фазированными антенными решётками многофункционального радиолокационного комплекса «Минерал-М».
Корабли серии 22800 должны обладать, по сравнению с представителями МРК другого российского проекта 21631, лучшей мореходностью, так как изначально предназначены для использования на открытых морских театрах.

### Силовая установка
Главная энергетическая установка дизель-электрическая, производства петербургского завода ПАО «Звезда». ГЭУ состоит 3-х главных сдвоенных через главную передачу (редуктор) звездообразных дизельных двигателя по 112 цилиндров (2 × 56) М507Д-1 по 8000 л.с., а выработку электроэнергии обеспечивают 3 дизель-генератора ДГА-315-1 по 315 кВт.

### Вооружение
Вооружение кораблей проекта 22800 включает в себя комплексы ударного и противовоздушного оружия, системы боевого управления, обнаружения, целеуказания, связи.
Ракетное
Основой ударного ракетного вооружения являются ракеты семейства «Калибр-НК» (КРБД и ПКР). Восемь ячеек универсального корабельного стрельбового комплекса (УКСК) 3С14 расположены, как и на кораблях проекта 21631, в задней части надстройки — за ходовой рубкой, но в отличие от них, размещаются поперёк, а не вдоль диаметральной плоскости корабля. УКСК 3С14 также способен производить пуск ракет «Оникс», а в перспективе «Циркон». Корабельная система управления стрельбой (КСУС) — 3Р14Н-22800.
Артиллерийское
По предварительным данным из разных источников, артиллерийское вооружение кораблей проекта должно было включать или 100-мм автоматическую универсальную артиллерийскую установку А-190 и ЗАК 3М89 «Палаш» или 76-мм автоматическую универсальную артиллерийскую установку АК-176 и две 30-мм шестиствольные артиллерийские системы АК-306 или 57-мм артиллерийскую установку А-220М и две 30-мм установки АК-630. Фактически на первых двух кораблях установлены:
- одна 76,2-мм автоматическая универсальная артиллерийская установка АК-176МА исполнение 1 («стелс»)
- две шестиствольные 30-мм установки АК-630М
- две 12,7-мм пулемётные установки «Корд»

Противовоздушное
Первоначально противовоздушную оборону корабля планировалось обеспечивать за счёт боевых возможностей ЗРАК «Палаш». Фактически первые два представителя проекта не несут специализированного противовоздушного вооружения, вместо которого используются две АУ АК-630М. Начиная с третьего корабля взамен последних на МРК устанавливается зенитный ракетно-артиллерийский комплекс «Панцирь-МЕ». Все МРК также вооружены ПЗРК типа «Игла-С» или «Верба» (боекомплект 8 ЗУР).
Противолодочное
«Каракурты» не несут противолодочного вооружения. Для борьбы с подводными диверсантами корабли комплектуются гранатомётом ДП-64 (индекс 97У), обнаружение противника осуществляется опускаемой ГАС МГ-757.
Радиотехническое
Радиотехническое вооружение включает в себя: РЛС «Позитив-МК» (на первых двух), РЛК «Минерал-М» (на первых двух — с двумя плоскими ФАР, на остальных — со стандартной антенной), 4 ФАР 1РС-3 комплекса «Панцирь-МЕ» (начиная с третьего корпуса), артиллерийская РЛС МР-123-02 «Багира», навигационная РЛС МР-231, АМКОИ «Трасса», БИУС «Сигма». Также имеются штатные средства РЭБ — комплекс радиотехнического подавления МП-405-1 и комплекс постановки пассивных помех КТ-216 (в составе четырёх ПУ).

## История строительства

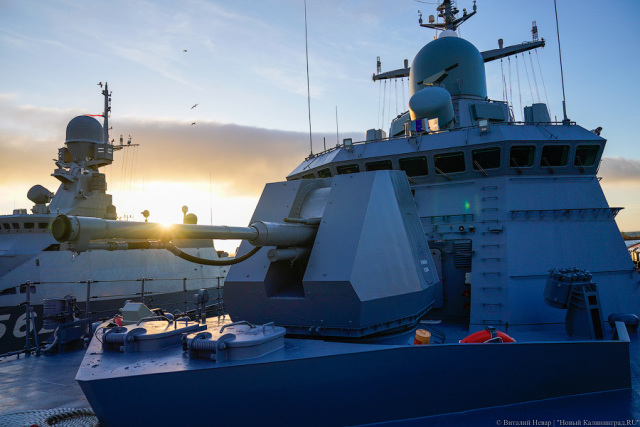
Артиллерийская установка МРК «Циклон»

Первые два корабля проекта заложены 24 декабря 2015 года на ОАО «Ленинградский судостроительный завод „Пелла“» в присутствии заместителя Министра обороны Российской Федерации Ю. И. Борисова.
10 мая 2016 года малый ракетный корабль (МРК) проекта 22800 «Козельск» был заложен судостроительным заводом «Пелла» на производственных мощностях в Феодосии, переданных ему в аренду из состава имущественного комплекса ФГУП «СЗ „Море“». 29 июля 2016 года на заводе «Пелла» заложен четвёртый корабль проекта — «Одинцово».
3 августа 2016 года стало известно, что АО «Зеленодольский завод имени А. М. Горького» получил контракт на пять малых ракетных кораблей проекта 22800.
По состоянию на 2 июня 2016 года строятся шесть представителей серии. Головной корабль «Мытищи», планируется передать флоту в декабре 2017 года, второй корабль «Советск» — в 2018 году, третий «Козельск» и четвёртый «Одинцово» — в 2019 году. 24 декабря 2016 вновь были подтверждены планы на строительство 18 кораблей (в отдельных публикациях СМИ соответствующая информация была ошибочно преподнесена как относящаяся только к заводу «Пелла»).
По состоянию на 2019 год:
- всего заказано Министерством обороны Российской федерации 18 кораблей проекта, из них
  - договоры на семь заключены с ОАО «Пелла»
    - 4 должны быть построены на основной площадке в Отрадном
    - 3 должны быть построены на заводе «Море» в Феодосии

  - контракты на пять кораблей заключены 5 августа 2016 года с Зеленодольским заводом[20]
    - часть из них будет построена на основной площадке в Зеленодольске
    - часть будет построена на заводе «Залив» в Керчи

В 2018 году Минобороны России планировало заказать шесть МРК на Амурском судостроительном заводе; в августе 2018 были заказаны четыре (срок передачи флоту — до 2026 года). Ещё два корабля для Тихоокеанского флота (срок передачи — до 2023 года) построит «Восточная верфь» во Владивостоке; подписание контрактов состоялось в ходе международного форума «Армия-2018».
На церемонии спуска на воду МРК «Буря» в октябре 2018 года было объявлено, что из-за задержки поставок дизелей по вине ПАО «Звезда» сроки сдачи кораблей сдвигаются вправо, в частности, ВМФ планирует получить «Бурю» в 2021 году.
В мае 2018 года был спущен на воду третий по счёту МРК «Шквал» («Одинцово») построенный на судостроительном заводе «Пелла», корабль достраивается на плаву и готовится к швартовным испытаниям.
12 июля 2023 года МРК «Циклон» (заводской № 801) принят в состав черноморского флота, вышел на боевое дежурство 22.08.2023 года.
По данным ВСУ, в ночь на 19 мая 2024 года МРК «Циклон» был потоплен после ударов ракетами ATACMS по порту Севастополя. Расследователи из CIT подтвердили затопление МРК «Циклон». Российские военкоры также подтвердили затопление «Циклона».

## Корабли проекта
Корабли постройки ОАО «Пелла»
| № | Наименование                 | Борт. № | Зав. № | Закладка   | Спуск на воду | Передача заказчику | Место службы | Состояние                   | Примечания             |
| - | ---------------------------- | ------- | ------ | ---------- | ------------- | ------------------ | ------------ | --------------------------- | ---------------------- |
| 1 | «Мытищи» (ранее — «Ураган»)  | 567     | 251    | 24.12.2015 | 29.07.2017    | 17.12. 2018        | БФ           | В строю                     | В составе 36-й БрРК БФ |
| 2 | «Советск» (ранее — «Тайфун») | 577     | 252    | 24.12.2015 | 24.11.2017    | 12.10.2019         | БФ           | В строю                     | В составе 36-й БрРК БФ |
| 3 | «Одинцово» (ранее — «Шквал») | 584     | 253    | 29.07.2016 | 05.05.2018    | 21.11.2020         | БФ           | В строю                     | В составе 36-й БрРК БФ |
| 4 | «Козельск» (ранее — «Шторм») |         | 254    | 10.05.2016 | 09.10.2019    | 12.2025            | БФ           | Заводские ходовые испытания | В составе 36-й БрРК БФ |
| 5 | «Охотск»                     |         | 255    | 17.03.2017 | 29.10.2019    | 12.2027            | БФ           | Достраивается на плаву      | В составе 36-й БрРК БФ |
| 6 | «Вихрь»                      |         | 256    | 19.12.2017 | 13.11.2019    | 12.2027            | БФ           | Достраивается на плаву      | В составе 36-й БрРК БФ |
| 7 | «Буря»                       | 578     | 257    | 24.12.2016 | 23.10.2018    | 12.2025            | БФ           | Готовится к передаче флоту  | В составе 36-й БрРК БФ |

Корабли постройки АО «Зеленодольский завод имени А. М. Горького» и ООО «СЗ „Залив“»
| №  | Наименование | Борт. № | Зав. № | Закладка   | Спуск на воду | Передача заказчику | Место службы | Состояние                   | Примечания                       |
| -- | ------------ | ------- | ------ | ---------- | ------------- | ------------------ | ------------ | --------------------------- | -------------------------------- |
| 8  | «Циклон»     | 633     | 801    | 26.07.2016 | 24.07.2020    | 12.07.2023         | ЧФ           | Потоплен при ударе ATACMS   | Был в составе 41-й БрРК ЧФ       |
| 9  | «Аскольд»    |         | 802    | 18.11.2016 | 21.09.2021    | ???                | ЧФ           | В ремонте                   | Повреждён 04.11.2023, не в строю |
| 10 | «Амур»       | 646     | 803    | 30.07.2017 | 26.12.2022    | 26.08.2024         | КФл          | В строю                     | В составе 106-й БрНК КФл         |
| 11 | «Туча»       | 606     | 804    | 26.02.2019 | 30.06.2023    | 21.12.2024         | ЧФ           | В строю                     | В составе 41-й БрРК ЧФ           |
| 12 | «Тайфун»     |         | 805    | 11.09.2019 | 07.05.2024    | 12.2025            | ЧФ           | Заводские ходовые испытания | В составе 41-й БрРК ЧФ           |

Корабли постройки ПАО «Амурский судостроительный завод»
| №  | Наименование                   | Борт. № | Зав. № | Закладка   | Спуск на воду | Передача заказчику | Место службы | Состояние                   | Примечания              |
| -- | ------------------------------ | ------- | ------ | ---------- | ------------- | ------------------ | ------------ | --------------------------- | ----------------------- |
| 13 | «Ржев»                         | 400     | 201    | 01.07.2019 | 27.09.2023    | 12.2025            | ТОФ          | Заводские ходовые испытания | В составе 44-й БрПК ТОФ |
| 14 | «Удомля»                       | 401     | 202    | 01.07.2019 | 27.09.2023    | 12.2026            | ТОФ          | Швартовные испытания        | В составе 44-й БрПК ТОФ |
| 15 | «Шторм» (ранее — «Павловск»)   |         | 203    | 29.07.2020 | 2026          | 12.2027            | ТОФ          | Готовится к спуску на воду  | В составе 44-й БрПК ТОФ |
| 16 | «Ураган» (ранее — «Уссурийск») |         | 204    | 26.12.2019 | 2025          | 12.2027            | ТОФ          | Готовится к спуску на воду  | В составе 44-й БрПК ТОФ |

Корабли постройки АО «Восточная верфь»
| №  | Наименование | Борт. № | Зав. № | Закладка | Спуск на воду | Передача заказчику | Место службы | Состояние                              | Примечания |
| -- | ------------ | ------- | ------ | -------- | ------------- | ------------------ | ------------ | -------------------------------------- | ---------- |
| 17 |              |         |        |          |               |                    | ТОФ          | Контракт, предположительно, расторгнут |            |
| 18 |              |         |        |          |               |                    | ТОФ          | Контракт, предположительно, расторгнут |            |

Цвета таблицы:

Белый — не достроен или утилизирован без спуска на воду

 Зелёный  — действующий в составе ВМФ России

 Синий — находится в ремонте или на модернизации

 Серый — выведен за штат, находится на консервации, хранении или отстое

 Красный  — списан, утилизирован или потерян

## Галерея
Макет корабля проекта 22800 на выставке «Армия 2016»:

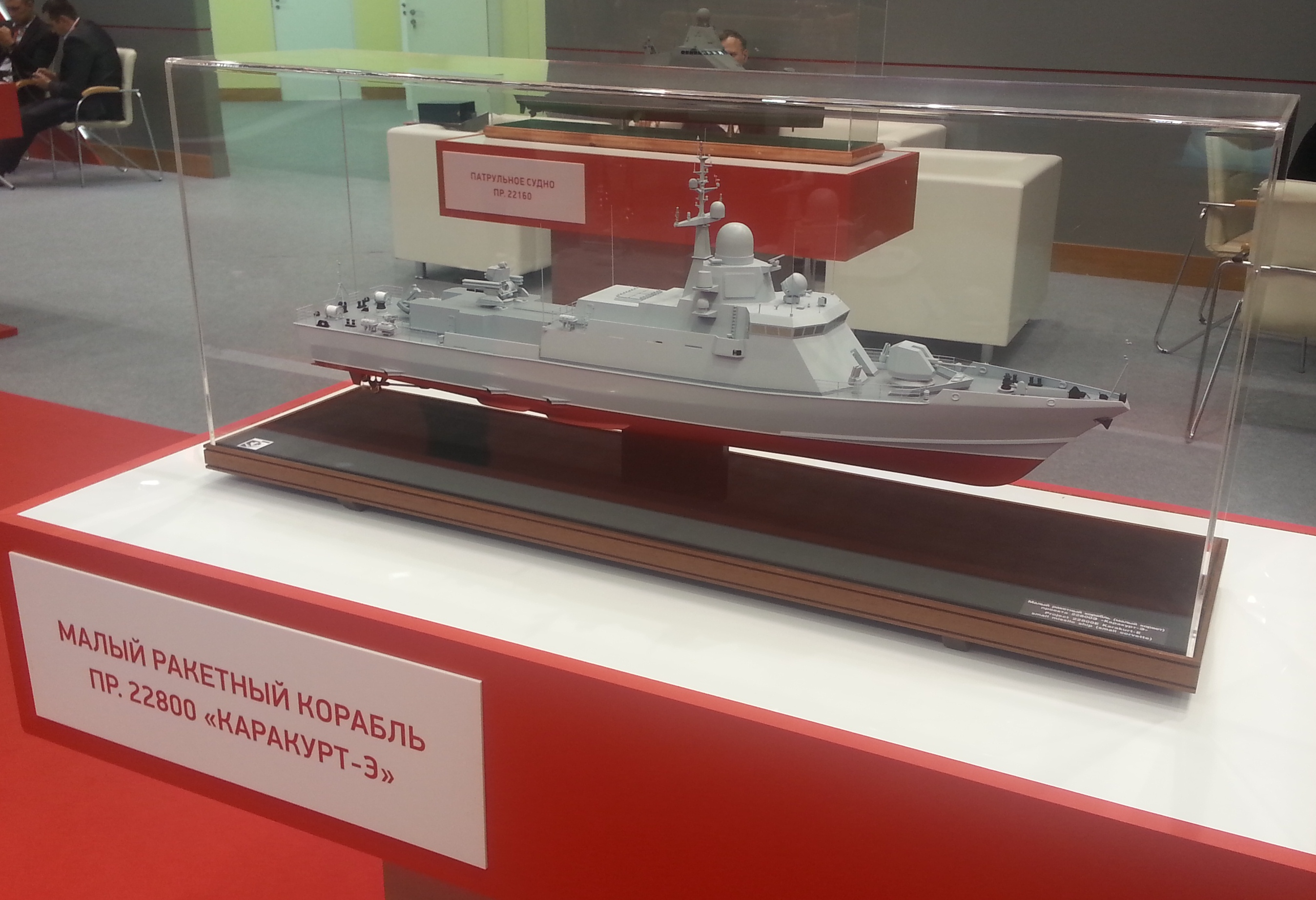
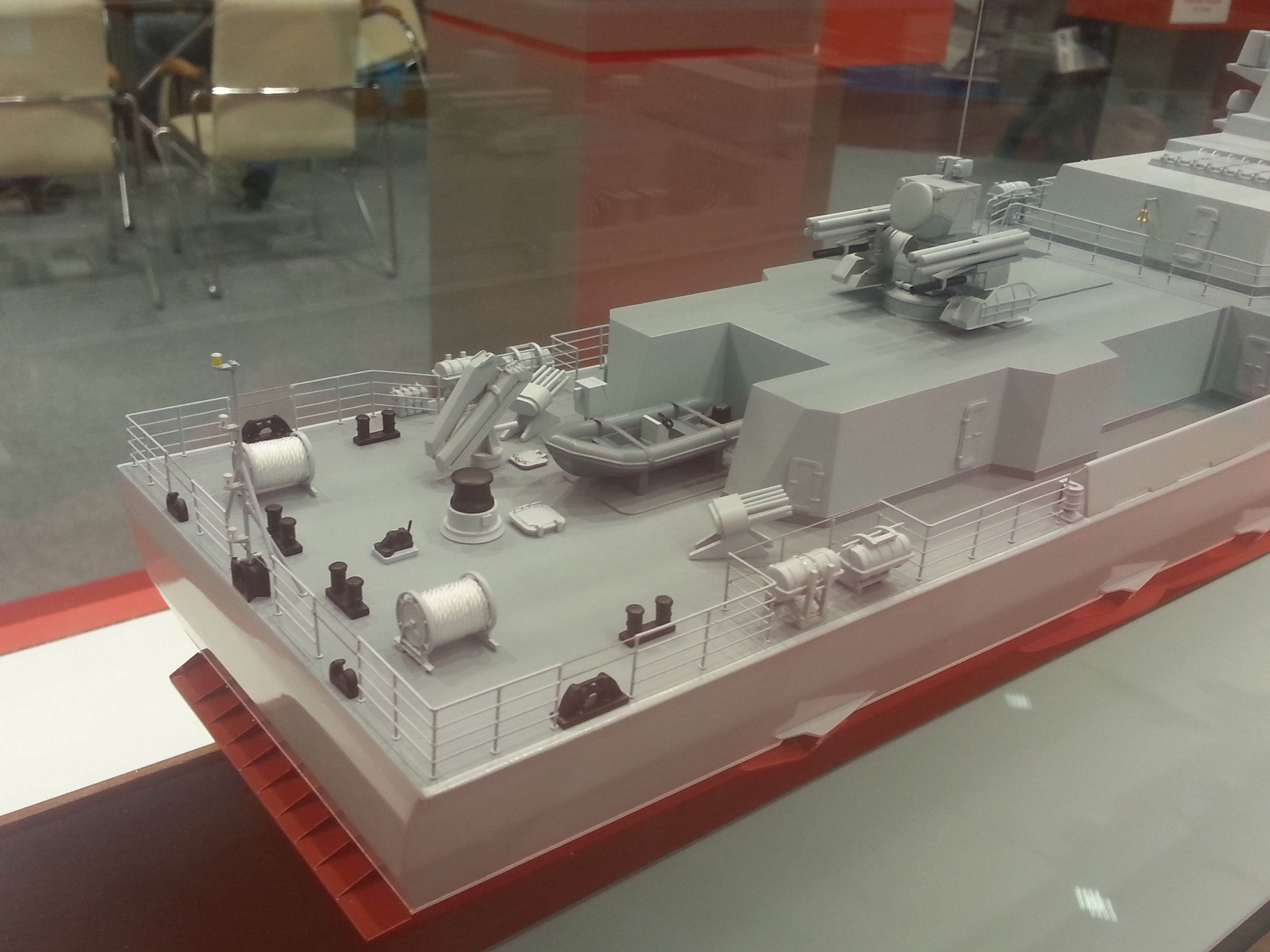